# 프랑스의 테레즈

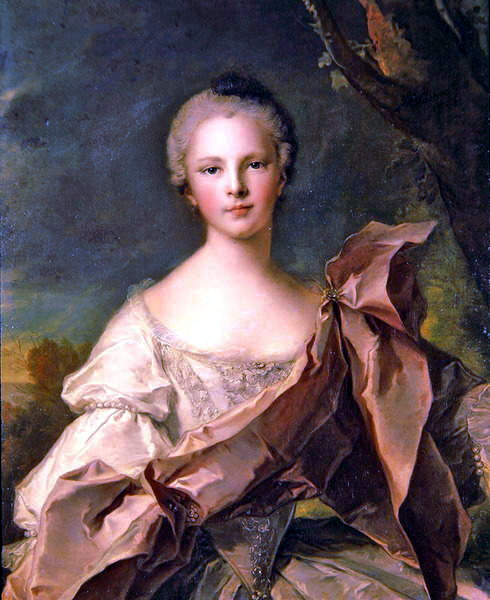
프랑스의 테레즈

프랑스의 테레즈(Thérèse de France, 1736년 5월 16일 ~ 1744년 9월 28일)는 프랑스의 공주로, 루이 15세와 마리 레슈친스카 사이에서 태어난 일곱 번째 공주다. 세 번째 공주 루이즈가 요절했기 때문에 여섯 번째 공주라는 의미의 Madame Sixième라고 불리기도 한다. 그녀는 어린 나이에 부모의 곁을 떠나 앙주의 퐁드브로 수도원(abbaye de Fontevrault)에 보내졌고, 그곳에서 언니 빅투아르, 소피, 동생 루이즈 마리와 함께 자랐다. 1744년 여름, 그녀는 천연두에 걸렸고 9월 27일 세례를 받은 다음날 여덟 살의 나이로 죽었다. 테레즈는 베르사유를 떠나 퐁드브로에서 죽을 때까지 부모의 얼굴을 보지 못했다.